# Rubey-Gletscher
Der Rubey-Gletscher ist ein breiter und stark zerklüfteter Gletscher an der Ruppert-Küste des westantarktischen Marie-Byrd-Lands. Er fließt in nördlicher Richtung und mündet östlich des Mount Giles in die Westflanke des Hull-Gletschers.
Der United States Geological Survey kartierte ihn anhand eigener Vermessungen und Luftaufnahmen der United States Navy aus den Jahren von 1959 bis 1965. Das Advisory Committee on Antarctic Names benannte ihn im Jahr 1974 nach Ervin B. Rubey (1926–2013), Kommandant der Unterstützungsarbeiten der United States Navy auf der McMurdo-Station zwischen 1969 und 1970.